# Gertrude Baines
Gertrude Baines  (Shellman, Georgia, 1894. április 6. – Los Angeles, Kalifornia, 2009. szeptember 11.) amerikai életkor-rekorder, 2009 januárja és szeptembere között a világ legidősebb élő embere.

## Élete
Gertrude Baines 1894-ben született az Egyesült Államok Georgia államának Shellman nevű városában Jordan Baines (1863–1921) és Amelia Daniel lányaként.
Hivatalosan 2009. január 2-án, a 115 éves Maria de Jesus halála után lett a világ legöregebb élő embere.
Az idős afroamerikai hölgy a 2009-es elnökválasztásokon Barack Obama támogatója volt.
Gertrude Baines-t álmában érte a halál egy Los Angeles-i szanatóriumban 2009. szeptember 11-én.
Elhunytával „A világ legidősebb élő embere” cím új birtokosa a 114 éves japán Kama Chinen lett.